# الاتفاقية البحرية الأنجلو ألمانية
الاتفاقية البحرية الأنجلو-ألمانية (AGNA) المؤرخة بتاريخ 18 يونيو 1935 بمثابة اتفاقية بحرية بين المملكة المتحدة وألمانيا تنظم حجم الكريسمارينه بالنسبة لحجم بالبحرية الملكية.
حددت الاتفاقية البحرية الأنجلو ألمانية نسبة إجمالي حمولة كريجسمارينه إلى 35٪ من إجمالي حمولة البحرية الملكية على أساس دائم.  تم تسجيله في سلسلة معاهدات عصبة الأمم في 12 يوليو 1935. تم التخلي عن الاتفاقية من قبل أدولف هتلر في 28 أبريل 1939.
كانت الاتفاقية البحرية الأنجلو-ألمانية محاولة طموحة من جانب البريطانيين والألمان للوصول إلى علاقات أفضل، لكنها تعثرت في نهاية المطاف بسبب تضارب التوقعات بين البلدين. بالنسبة لألمانيا، كان الهدف من الاتفاقية البحرية الأنجلو-ألمانية هو بداية تحالف أنجلو-ألماني ضد فرنسا والاتحاد السوفيتي،  حين كانت الاتفاقية البحرية الأنجلو-ألمانية بالنسبة لبريطانيا، بداية لسلسلة اتفاقيات للحد من الأسلحة التي تم التوصل إليها بتسوية للحد من التوسع الألماني. كانت الاتفاقية البحرية الأنجلو-ألمانية مثيرة للجدل، لأن نسبة الحمولة 35:100 اعطت لألمانيا الحق في بناء قوات بحرية تتجاوز الحدود التي حددتها معاهدة فرساي، وكانت المملكة المتحدة قد وقعت الاتفاقية دون استشارة فرنسا أو إيطاليا.

## خلفية تاريخية
فرض الجزء الخامس من معاهدة فرساي لعام 1919 قيودًا صارمة على حجم وقدرات القوات المسلحة الألمانية. لم يُسمح لألمانيا بامتلاك بأي غواصات ولا طيران بحري، وسمح لها بغمتلاك ست سفن حربية قديمة فقط. اما مجموع القوات البحرية المسموح بها للألمان كانت ستة طرادات ثقيلة لا تزيد إزاحتها عن 10000 طن وستة طرادات خفيفة لا تزيد غزاحتها عن 6000 طن واثني عشر مدمرة لا تزيد إزاحتها عن 800 طن و12 زورق طوربيد. 
خلال سنوات ما بين الحربين العالميتين، احتج الألمان على هذه القيود باعتبارها قاسية وغير عادلة، وطالب إما أن تنزل كل دول أوروبا الأخرى إلى المستويات الألمانية في التسليح، أو يُسمح لألمانيا بإعادة تسليحها إلى مستوى جميع الدول الأوروبية الأخرى. في المملكة المتحدة، حيث كان الشعور بالذنب بعد عام 1919 حول ما كان ينظر إليه على أنه مصطلحات قاسية للغاية في معاهدة فرسا، فإن المطالبة الألمانية بـ «المساواة» في التسلح كثيراً ما واجهت تعاطفًا كبيرًا. الأهم من ذلك، كانت كل حكومة ألمانية في جمهورية فايمار تعارض بشدة شروط فرساي، وبالنظر إلى أن ألمانيا كانت من المحتمل أن تكون أقوى قوة في أوروبا، فمن وجهة نظر المملكة المتحدة كان من المنطقي مراجعة فرساي لصالح ألمانيا كأفضل طريقة للحفاظ على السلام.  تم تلخيص موقف المملكة المتحدة بشكل جيد في مذكرة وزارة الخارجية لعام 1935 التي تنص على «... من السنوات الأولى التي تلت الحرب كانت سياستنا هي إزالة تلك الأجزاء من تسوية السلام التي كنا نعرفها كأشخاص عمليين بأنها غير مستقرة ولا يمكن الدفاع عنها». 
تسبب تغيير النظام في ألمانيا في عام 1933 تسبب بإنذار في لندن، ولكن كان هناك قدر كبير من عدم اليقين بشأن نوايا هتلر طويلة الأجل. في أغسطس 1933، قام سكرتير لجنة الدفاع الإمبراطوري (CID)، السير موريس هانكي، بزيارة ألمانيا وكتب انطباعاته عن «ألمانيا الجديدة» في أكتوبر 1933. اختتم تقرير هانكي بالكلمات:
«هل ما زلنا نتعامل مع هتلر من مين كامبف (أي كتاب كفاحي)، ونهدئ خصومه للنوم بكلمات عادلة لكسب الوقت لتسليح شعبه، ونتطلع دائمًا إلى اليوم الذي يستطيع فيه التخلص من القناع ومهاجمة بولندا؟ أم هو هتلر جديد، اكتشف عبء المنصب المسؤول عنه، ويريد أن يخلص نفسه، مثل طغاة كثيرين سابقين من التزامات أيامه غير المسؤولة؟ هذا هو اللغز الذي يجب حله».
كان عدم اليقين بشأن نوايا هتلر النهائية في السياسة الخارجية هو تلون الكثير من سياسات المملكة المتحدة تجاه ألمانيا حتى عام 1939.

## مؤتمر لندن البحري
بنفس القدر من الأهمية كأحد أصول المعاهدة كانت التنازلات الكبيرة التي تم إجراؤها على البحرية الملكية بعد مؤتمر واشنطن البحري في 1921-1922 ومؤتمر لندن البحري لعام 1930.  التخفيضات التي فرضها المؤتمرين مع آثار الكساد العظيم، تسببت في انهيار الكثير من صناعة بناء السفن في المملكة المتحدة في أوائل الثلاثينات.  أعاق هذا بشكل خطير الجهود المبذولة في إعادة تسليح البحرية البريطانية في وقت لاحق من الثلاثينات، مما دفع الأميرالية إلى تقييم المعاهدات ذات القيود الكمية والنوعية على الأعداء المحتملين باعتبارها أفضل طريقة لضمان تفوق المملكة المتحدة في البحر.  يجادل مايولو أنه من الأهمية بمكان ما إذا كان الأعداء المحتملون قد فرضوا قيودًا طوعية على حجم وحجم قواتهم البحرية.  على وجه الخصوص، جاء الأدميرال سير إرنل تشاتفيلد، وهو رئيس أركان البحرية بين عامي 1933 و 1938، ليؤيد هذه المعاهدات. لقد وعدوا بتصنيف موحد للسفن الحربية المختلفة والابتكارات التقنية التي لا تشجعهم، والتي في ظل الظروف الحالية، لم يكن بوسع البحرية الملكية دائمًا أن تأمل في مطابقتها.  تمنى تشاتفيلد بشكل خاص من الألمان أن يتخلصوا من فئة دويتشلاند بانزيرشيف (المعروف في الصحافة البريطانية باسم «البوارج الجيبية»)، لأن مثل هذه السفن، التي تشمل خصائص كلا من البوارج والطرادات، كانت تشكل خطراً على رؤيته لـ عالم من السفن الحربية المنظمة حسب الفئة والتصميم.  كجزء من الجهود المبذولة للتخلص من بانزيرشيف، صرح الأميرال البريطاني في مارس 1932 ومرة أخرى في ربيع عام 1933 بأنه يحق لألمانيا «حقًا معنويًا في تخفيف معاهدة فرساي». 

## المؤتمر العالمي لنزع السلاح
في فبراير 1932، افتتح المؤتمر العالمي لنزع السلاح في جنيف، سويسرا. وكانت من بين القضايا الأكثر إثارة للجدل في المؤتمر الطلب الألماني للGleichberechtigung («المساواة في التسلح»، وإلغاء الجزء الخامس من فرساي) بدلاً من الطلب الفرنسي بالأمن، والحفاظ على الجزء الخامس. للعب دور «الوسيط النزيه» والسعي للحصول على حل وسط بين المطالبة الفرنسية بالأمن والمطالبة الألمانية بـ Gleichberechtigung «المساواة في التسلح»، مما يعني ضمنيا دعم المطالبة الألمانية بإعادة التسلح إلى ما بعد الجزء الخامس، ولكن عدم السماح للألمان بإعادة السلح بما يكفي لتهديد فرنسا. تم رفض العديد من المقترحات للمملكة المتحدة على هذا المنوال من قبل الوفدين الفرنسي والألماني على حد السواء باعتبارها غير مقبولة.
في سبتمبر 1932، انسحبت ألمانيا من المؤتمر، مدعية أنه كان من المستحيل تحقيق المساواة في التسلح. كان انتخاب حزب العمال الوطني الاشتراكي الألماني (الحزب النازي) قد أثار قلق لندن، وكان هناك شعور ما لم تتمكن جمهورية فايمار من تحقيق بعض النجاحات الهائلة في السياسة الخارجية، فقد يصل أدولف هتلر إلى السلطة. من أجل جذب الألمان مرة أخرى للعودة إلى مؤتمر جنيف، بعد عدة أشهر من الضغط الدبلوماسي القوي من قبل المملكة المتحدة على الفرنسيين، في ديسمبر 1932، صوتت جميع الوفود الأخرى لصالح قرار ترعاه المملكة المتحدة والذي يسمح بـ «المساواة النظرية للحقوق في النظام الذي من شأنه توفير الأمن لجميع الدول».   وافقت ألمانيا على العودة إلى المؤتمر. وهكذا، قبل أن يصبح هتلر مستشارًا، كان من المقبول أنه يمكن لألمانيا إعادة التسلح إلى ما وراء الحدود التي وضعتها فرساي، على الرغم من أن الحد الدقيق للتسلح الألماني كان لا يزال مفتوحًا للتفاوض.

## أدولف هتلر
خلال عشرينيات القرن الماضي، فكر هتلر بتغيير جذري في السياسة الخارجية. في بداية حياته السياسية، كان هتلر معاديًا للمملكة المتحدة، معتبرًا أنها عدو للرايخ. ومع ذلك، بعد أن عارضت المملكة المتحدة الاحتلال الفرنسي للرور في عام 1923، جاء ليصنف المملكة المتحدة كحليف محتمل.  انتقد هتلر في كتابه ماين كامبف وفي كتابه الثاني زويتس بوخ الحكومة الألمانية ما قبل عام 1914 لتحديها البحري والإستعماري للإمبراطورية البريطانية، هدف هتلر إلى عدم إستعداء المملكة المتحدة دون داع.  من وجهة نظر هتلر، كانت المملكة المتحدة قوة زميلة «آرية»، يمكن كسب صداقتها من خلال «التخلي» عن الطموحات البحرية والاستعمارية ضد المملكة المتحدة.  في مقابل كان ثمن مثل هذا «التخلي» حسب توقع هتلر تحالفًا أنجلو-ألمانيًا موجهًا إلى فرنسا والاتحاد السوفيتي، ودعم المملكة المتحدة للجهود الألمانية الرامية إلى الاستحواذ على ليبنسراوم في أوروبا الشرقية. كخطوة أولى نحو التحالف الأنجلو-ألماني، كتب هتلر في كتابه كفاحي عن عزمه على السعي إلى «اتفاقية بحرية»، والتي من خلالها «تنبذ» ألمانيا أي تحد بحري ضد المملكة المتحدة. 

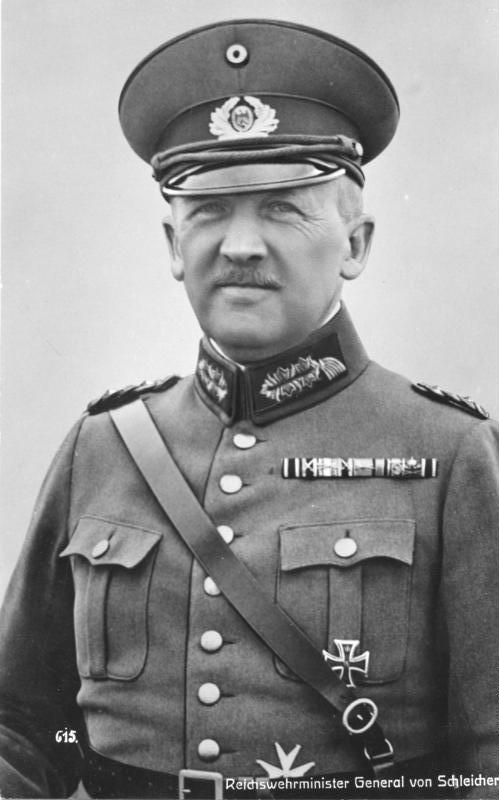
كورت فون شليشر بالزي العسكري في عام 1932

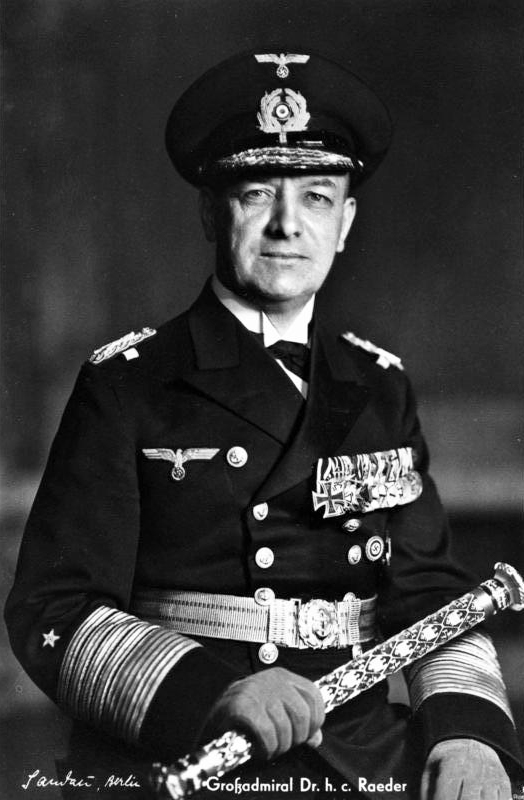
إريش رايدر بالزي العسكري في عام 1939

في يناير 1933، أصبح هتلر المستشار الألماني. ورثت الحكومة الجديدة في ألمانيا موقف تفاوضي قوي في جنيف من الحكومة السابقة للجنرال كورت فون شليشر. كانت الإستراتيجية الألمانية هي تقديم عروض مثالية لإعادة تسلح محدودة، على أمل أن يرفض الفرنسيون كل هذه العروض، مما يسمح لألمانيا بالاستمرار بالتسلح إلى أقصى مدى في نهاية المطاف. لقد أثارت النزعة القومية المتطرفة للنظام النازي قلق الفرنسيين، الذين وضعوا أقل تفسير ممكن لـ «المساواة النظرية» الألمانية في التسلح، وبالتالي لعبوا في الاستراتيجية الألمانية. في أكتوبر 1933، انسحب الألمان مرة أخرى من المؤتمر، قائلين إنه يجب على القوى الأخرى نزع سلاحها إلى مستوى فرساي، أو السماح لألمانيا بإعادة التسلح لما بعد فرساي.  على الرغم من أن الألمان لم يهتمو أبدًا بقبول أي من مقترحات التسوية المختلفة التي قدمتها المملكة المتحدة، في لندن، لكن انسحاب الألمان من المؤتمر، تم إلقاء اللوم -حتى لو كان خطأ- على «العناد» الفرنسي. بقيت حكومة المملكة المتحدة مقتنعة بأنه في المستقبل، لا ينبغي أن تضيع فرص عقد محادثات الحد من الأسلحة مع الألمان بسبب «العناد» الفرنسي. لم تنجح العروض اللاحقة التي قدمتها المملكة المتحدة التي رتبت لعودة ألمانيا إلى المؤتمر العالمي لنزع السلاح حيث قدم الألمان بمقترحات تهدف إلى توجيه نداء إلى المملكة المتحدة بينما كانت غير مقبولة عند الفرنسيين. في 17 أبريل 1934، انتهى آخر جهد من هذا القبيل برفض وزير الخارجية الفرنسي لويس بارثو للعرض الألماني الأخير باعتباره غير مقبول في ما يسمى ب«مذكرة بارتو» التي أنهت المشاركة الفرنسية في المؤتمر بينما أعلنت أن فرنسا ستحافظ بأمنها الخاص بأي طريقة كانت ضرورية. في الوقت نفسه، أقنع الأدميرال إريش رايدر قائد الرايخ مارين هتلر بمزايا طلب اثنين آخرين من سفن بانزيرشيف، وفي عام 1933 نصح رايدر المستشار بأن ألمانيا ستكون أفضل حالاً بحلول عام 1948 مع أسطول مكون من ثلاث حاملات طائرات و18 طرادًا وثماني سفن بانزيرشيف و48 مدمرة و 74 غواصة يو.  جادل الأدميرال رايدر هتلر أن ألمانيا تحتاج إلى التكافؤ البحري مع فرنسا كحد أدنى، في حين أبدى هتلر من أبريل 1933 فصاعدًا رغبته في رايخ مارين مكون بنسبة 33.3 ٪ من إجمالي حجم البحرية الملكية.  في نوفمبر 1934، أبلغ الألمان المملكة المتحدة رسميًا عن رغبتهم في التوصل إلى معاهدة مع المملكة المتحدة، والتي بموجبها سيسمح للرايخ مارين بالنمو حتى يصل إلى 35٪ من حجم البحرية الملكية. تم رفع الرقم لأن العبارة التي تحدد الهدف الألماني المتمثل في «ثلث القوات البحرية الملكية باستثناء الطرادات والمدمرات والغواصات» لم تكن صحيحة تمامًا في الخطاب.  شعر الأدميرال ريدر أن نسبة 35:100 كانت غير مقبولة لألمانيا، لكن أصر هتلر على نسبة 35: 100.  وإدراكاً منها للرغبة الألمانية في توسيع قواتها البحرية خارج فرساي، نصح الأدميرال تشاتفيلد مرارًا وتكرارًا أنه من الأفضل التوصل إلى معاهدة بحرية مع ألمانيا لتنظيم حجم ونوع البحرية الألمانية في المستقبل.  على الرغم من أن الأميرالية وصفت فكرة وجود نسبة 35: 100 بين لندن وبرلين على أنها «أعلى ما يمكن أن نقبله لأي قوة أوروبية»، فقد نصحت الحكومة بأن أقرب موعد يمكن لألمانيا أن تبني قوات بحرية بهذا الحجم كان عام 1942، وعلى الرغم من أنهم يفضلون نسبة أقل من 35: 100، إلا أن نسبة 35: 100 كانت مع ذلك مقبولة.  في ديسمبر 1934، أشارت دراسة أجراها الكابتن إدوارد كينغ، مدير قسم الخطط في البحرية الملكية إلى أن أخطر أشكال البحرية الألمانية المستقبلية من منظور المملكة المتحدة سيكون أسطول كروزروج (حرب كروزر).  قال الكابتن كينج أن أسطول ألماني مكون من سفن بانزيرشيف وطرادات، وغواصات سيشكل خطرا على البحرية الملكية، وأن ذلك «الأسطول المتوازن» الذي سيكون صورة مصغرة عن البحرية الملكية سيكون أقل خطورة.  هدف ب«الأسطول المتوازن» الألماني بأن يتناسب مع نفس عدد السفن الحربية والطرادات والمدمرات التي يمتلكها أسطول المملكة المتحدة، ومن وجهة نظر المملكة المتحدة، سيكون هذا أسهل أسطول ألماني لهزيمته في حالة الحرب. 

## بناء غواصات يو

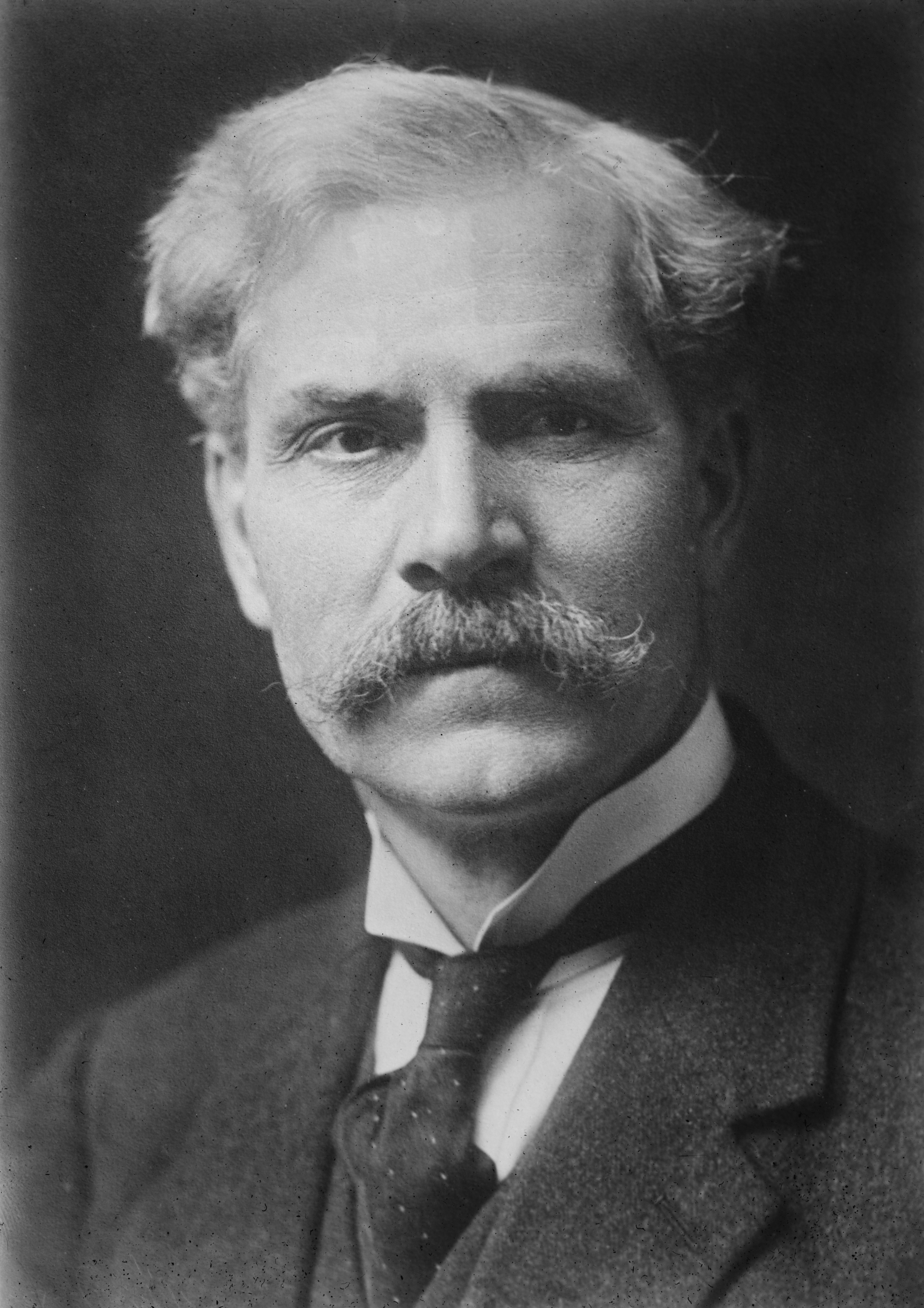
رامزي ماكدونالد، رئيس وزراء المملكة المتحدة 1924 و1929-1931 و 1931-1935.

على الرغم من أن كل الحكومات في جمهورية فايمار قد انتهكت الجزء الخامس من فرساي، في عامي 1933 و1934، أصبحت الحكومة النازية تنتهك الجزء الخامس من المعاهدة بشكل صارخ وأكثر صراحة. في عام 1933، بدأ الألمان في بناء أول غواصاتهم منذ الحرب العالمية الأولى وفي أبريل 1935، أطلقت أول غواصات يو.  في 25 نيسان 1935، أبلغ الملحق العسكري البحري البريطاني في ألمانيا، الكابتن جيرارد مويرهييد جولد رسميا من قبل الكابتن ليوبولد بوركنر من البحرية الألمانية أن ألمانيا قد بدئت ببناء اثني عشر غواصة 250 طن في كييل.  في 29 أبريل 1935، أبلغ وزير الخارجية السير جون سيمون مجلس العموم أن ألمانيا تقوم الآن ببناء غواصات يو.  في 2 مايو 1935، أخبر رئيس الوزراء رامزي ماكدونالد مجلس النواب عن نية حكومته التوصل إلى اتفاق بحري لتنظيم النمو المستقبلي للبحرية الألمانية. 

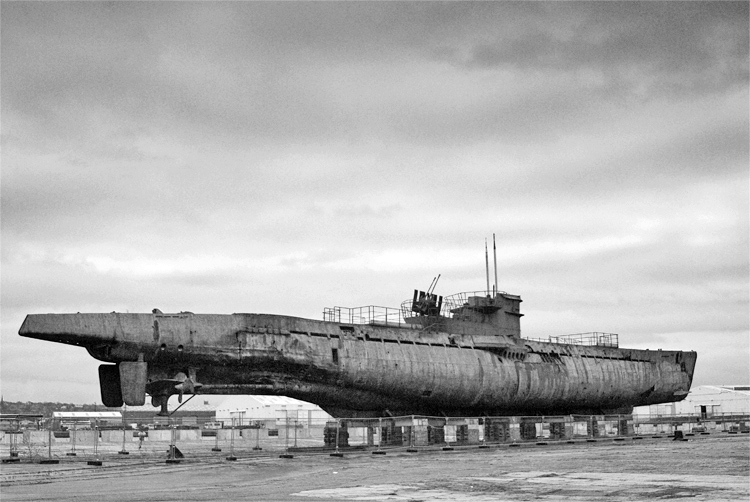
يو-534، بيركينهيد دوكس، ميرسيسايد، إنجلترا

بمعنى أعم، بسبب تأييد المملكة المتحدة لـ «المساواة النظرية» الألمانية في المؤتمر العالمي لنزع السلاح، كانت لندن في وضع أخلاقي ضعيف لمعارضة الانتهاكات الألمانية. كان الرد الألماني على شكاوي المملكة المتحدة حول انتهاكات الجزء الخامس أنه مجرد ممارسة للحقوق من جانب واحد، وكان وفد المملكة المتحدة في جنيف على استعداد لتقديم تنازلات لرايخ. في مارس 1934، ذكرت مذكرة من وزارة الخارجية البريطانية أن «الجزء الخامس من معاهدة فرساي ... هو، لأغراض عملية، ميت، وسيصبح جثة متعفنة، إذا لم تدفن، فسوف تسمم الجو السياسي لأوروبا قريبًا علاوة على ذلك، إذا كان هناك جنازة، فمن الواضح أنه من الأفضل ترتيبها بينما لا يزال هتلر في مزاج لدفع أجور المتعاقدين مقابل خدماتهم».  في ديسمبر 1934، اجتمعت لجنة سرية لمجلس الوزراء لمناقشة الوضع الناجم عن إعادة التسلح الألماني. صرح وزير خارجية المملكة المتحدة السير جون سيمون في أحد اجتماعات اللجنة أنه «إذا كان البديل عن إضفاء الشرعية على إعادة التسلح الألماني هو منعه، فسيكون هناك كل ما يمكن قوله، لعدم تقنينه».  ولكن بما أن لندن رفضت بالفعل فكرة الحرب لإنهاء إعادة تسلح ألمانيا، فقد اختارت حكومة المملكة المتحدة إستراتيجية دبلوماسية من شأنها أن تلغي الجزء الخامس من فرساي في مقابل عودة ألمانيا إلى عصبة الأمم والمؤتمر العالمي لنزع السلاح. ".  في الجلسة نفسها، صرح سيمون بأن" ألمانيا تفضل، على ما يبدو، أن تكون «امرأة صادقة»؛ لكن إذا تركت وقتًا طويلاً لتنغمس في ممارسات غير مشروعة وتجد من خلال التجربة أنها لا تعاني من ذلك، فإن هذا الطموح الجدير بالثناء قد ينحسر".  في يناير 1935، كتب سيمون إلى جورج الخامس أن "الخيار العملي«هو بين ألمانيا التي تواصل تسليحها دون أي تنظيم أو اتفاق وألمانيا التي من خلال الحصول على الاعتراف بحقوقها وبعض التعديلات على معاهدات السلام تدخل في عصبة الأمم وتساهم في هذا أو غيرها من الطرق في الاستقرار الأوروبي. فيما بين هاتين الدورتين، لا يمكن أن يكون هناك شك في الحكمة».  في فبراير 1935، أدت قمة في لندن بين رئيس الوزراء الفرنسي بيير لافال ورئيس الوزراء البريطاني رامساي ماكدونالد إلى بيان بريطاني فرنسي صدر في لندن. اقترح ذلك إجراء محادثات مع الألمان بشأن الحد من الأسلحة والمعاهدة الجوية والاتفاقيات الأمنية لأوروبا الشرقية والدول الواقعة على طول نهر الدانوب. 

## محادثات
قال و لم يقل